# Payena engleri
Payena engleri är en tvåhjärtbladig växtart som beskrevs av Elmer Drew Merrill. Payena engleri ingår i släktet Payena och familjen Sapotaceae. Inga underarter finns listade i Catalogue of Life.